# Kostel svatého Jakuba Většího (Stříbrná Skalice)
Kostel svatého Jakuba Většího ve Stříbrné Skalici se nachází v lokalitě zaniklé obce zvané Rovná. Jedná se o románský kostel z poloviny 12. století s dochovanými románskými freskami z 12. a 13. století a kamennými reliéfy se zvířecími motivy, pocházejícími z 12. století. Je chráněn jako kulturní památka.

## Historie
Vznik kostela v Rovné je hypoteticky spojován s osobou opata Silvestra, který působil v benediktinském klášteře v Sázavě a pozdějšího pražského biskupa. Za jeho působení byly přestavěny klášterní budovy v Sázavě a zasloužil se i o vznik dalších sakrálních staveb ve Středním Posázaví, např. baziliky Ke cti svatého Michaela a sborů andělských v Mnichovicích.
Kostel svatého Jakuba Většího v Rovné vznikl kolem roku 1150 a díky umělecké výzdobě představuje jednu z nejvzácnějších románských památek v Čechách. Kolem roku 1240 byl přestavěn v pozdně románském slohu. Závěry nejnovějšího stavebně-historického průzkumu z let 1998–2001 však připouštějí i možnost, že vznikl v jedné stavební fázi někdy v prvních desetiletích 13. stol. Zasvěcen byl sv. Jakubovi Většímu – patronu horníků. Svatojakubský kult se rozšířil v 10. století a jeho nositeli byli benediktinští řeholníci, přicházející do Čech z okolních zemí. To, že byl k zasvěcení kostela vybrán patron horníků, svědčí o hornické činnosti v okolní krajině.
Od 14. století byli postupně patrony kostela Jan ze Střímelic a Ctibor ze Skalice. Později obec Rovná a Skalici získal jako zástavu bratranec Václava IV., Prokop. Od roku 1382 platila Rovná papežský desátek. V 15. století je kostel doložen jako farní s působností pro obce Rovná, Roviny, Kožlí, Ráj a Bič. V roce 1525 připadla ves Rovná do zástavy pánům ze Šelenberka a po Bílé hoře se spolu s panstvím Černý Kostelec stala majetkem knížete Karla I. z Lichtenštejna. V období rekatolizace byli kněží z kostela vyhnáni a až do roku 1715 zde sloužili benediktini ze Sázavského kláštera.

## Architektura

### Charakteristika a popis stavby

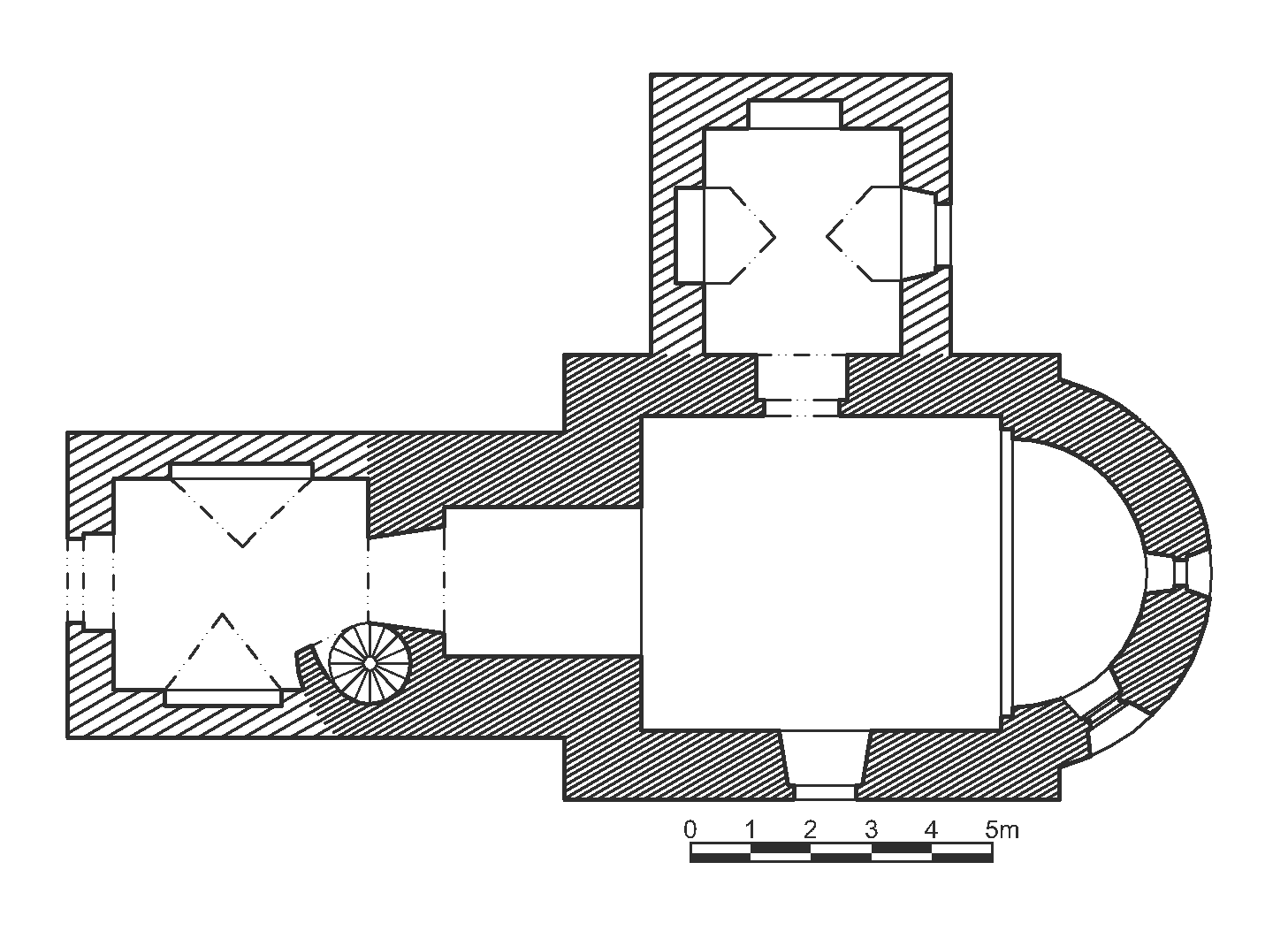
Půdorys kostela podle ilustrace v Soupisu památek, 24. Politický okres českobrodský (1907), str. 146-151

Charakteristickou červenou barvu zdiva dodává stavbě červený pískovec z nedalekých Nučic První stavební úpravy tribunového kostela proběhly kolem roku 1180, v roce 1230 pak byl přestavěn v pozdně románském slohu. Dochovaný malý portál v úrovni prvního patra severní stěny kostela sloužil jako vchod do empory (vyvýšený oddělený prostor v západní části kostela) a byl pravděpodobně spojen dřevěnou lávkou se sousedním dřevěným dvorcem. Dá se předpokládat, že kostel byl nedlouho po svém vzniku vlastnický a farní zároveň.
V 16. století proběhly stavební úpravy, během nichž byla původní panská tribuna přestavěna na kruchtu. V roce 1708 byla přistavěna předsíň a sakristie, bylo vystavěno šnekové schodiště na věž a věž byla nově zastřešena. Zvon z kostelní věže byl zrekvírován v roce 1916. Původní sakristie přiléhala na severní straně ke vstupnímu portálu, který byl, po zbourání sakristie, při rekonstrukci v letech 1950-1953, zazděn.

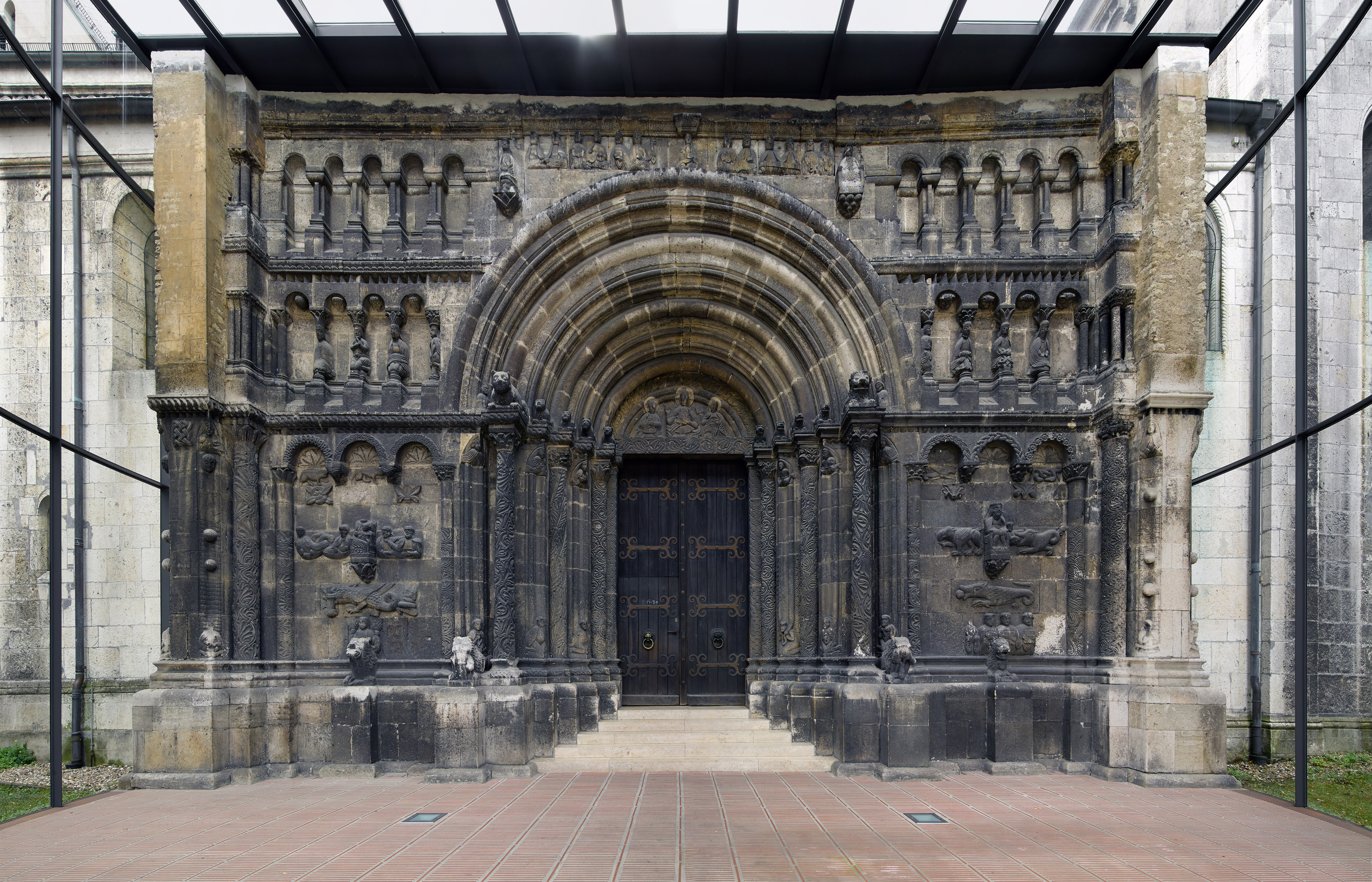
Kostel sv. Jakuba a sv. Gertrudy v Řezně

Jednolodní kostel s apsidou má obdélníkový půdorys, hranolová věž se nachází v západním průčelí. Kostel, apsida a dvě třetiny věže nejsou omítnuty. Zbytek věže má světlou omítku. Obloučkové vlysy na apsidě a kamenné reliéfy se zvířecími motivy na vnější severní stěně, pocházející z konce 12. století, byly inspirovány irským benediktinským opatským kostelem sv. Jakuba a sv. Gertrudy v Řezně.
V podvěží, které se otevírá půlkruhovým otvorem do lodi kostela, se nachází pozdně románská tribuna. Původní dřevěná tribuna, byla přístupná schodištěm z lodi a také dnes zazděným portálem v severní stěně, kudy se vstupovalo do kostela z přilehlého dvorce. Při požáru dvorce původní tribuna zřejmě shořela, jak dokládá ohořelý trám nad vchodem.

### Interiér
Dochované románské nástěnné malby v interiéru (lodi a presbytáře) vznikaly v průběhu dvou období. Ty první pocházejí z doby dokončení stavby kostela ve druhé polovině 12. století. Podle charakteristiky postav, kompozice a způsobu kresby se usuzuje, že autory výzdoby apsidy, triumfálního oblouku a maleb na jižní a severní stěně byly dva malíři. Další malby byly vytvořeny kolem roku 1240 v podkruchtí a na západní stěně, na jižní a severní stěně byly obnoveny původní fresky ve stejném stylu. V apsidě se nacházejí obrazy: Majestas Domini, apoštolové s poprsím Krista uprostřed a legenda o svatém Jakubu, na jižní a severní stěně pak christologický cyklus, na jižní stěně Kristův křest a na západní stěně legenda o sv. Mikuláši. Po přestavbě v roce 1708 vznikla na severní stěně barokní freska sv. Norberta.
Nástěnné malby byly objeveny v roce 1944 a v následujících letech zrenovovány akademickým malířem Františkem Fišerem, restaurátorem (* 15.11.1889 v Radnicích u Plzně,  + 30.12.1957 v Praze). V padesátých letech 20. století byl kostel citlivě zrestaurován, včetně odstranění některých přístaveb a nestylových doplňků. Kromě původní románské, kamenné, oltářní mensy se v kostele nedochovalo žádné vnitřní zařízení, vyjma varhan pocházejících z pol. 18. století. Varhany byly původně umístěny v Sázavském klášteře a po jeho zrušení v roce 1785 byly přestěhovány do kostela sv. Jana Nepomuckého ve Stříbrné Skalici. Jejich generální přestavbou byl v roce 1847 pověřen pražský varhanář Johann Wiktora. V roce 1892 byly varhany umístěny v kostele sv. Jakuba v Rovné. Další opravu varhan provedla firma Tuček v letech 1944–46 , později však téměř podlehly zkáze. V letech 2010–12 byly varhany zrestaurovány. V roce 2012 byly také v kostele instalovány nové dubové lavice, které vyrobili truhláři Roman Liška a Marek Sladký. Slavnostně vysvěceny byly spolu s restaurovanými varhanami v červenci 2012.

## Využití
V kostele se nekonají pravidelné bohoslužby a přístupný je při prohlídkách s výkladem, ve výroční den světce, při akci Noc kostelů ap. Pořádají se zde také benefiční koncerty vážné hudby a koncerty v rámci Stříbrnoskalického hudebního léta.

## Galerie

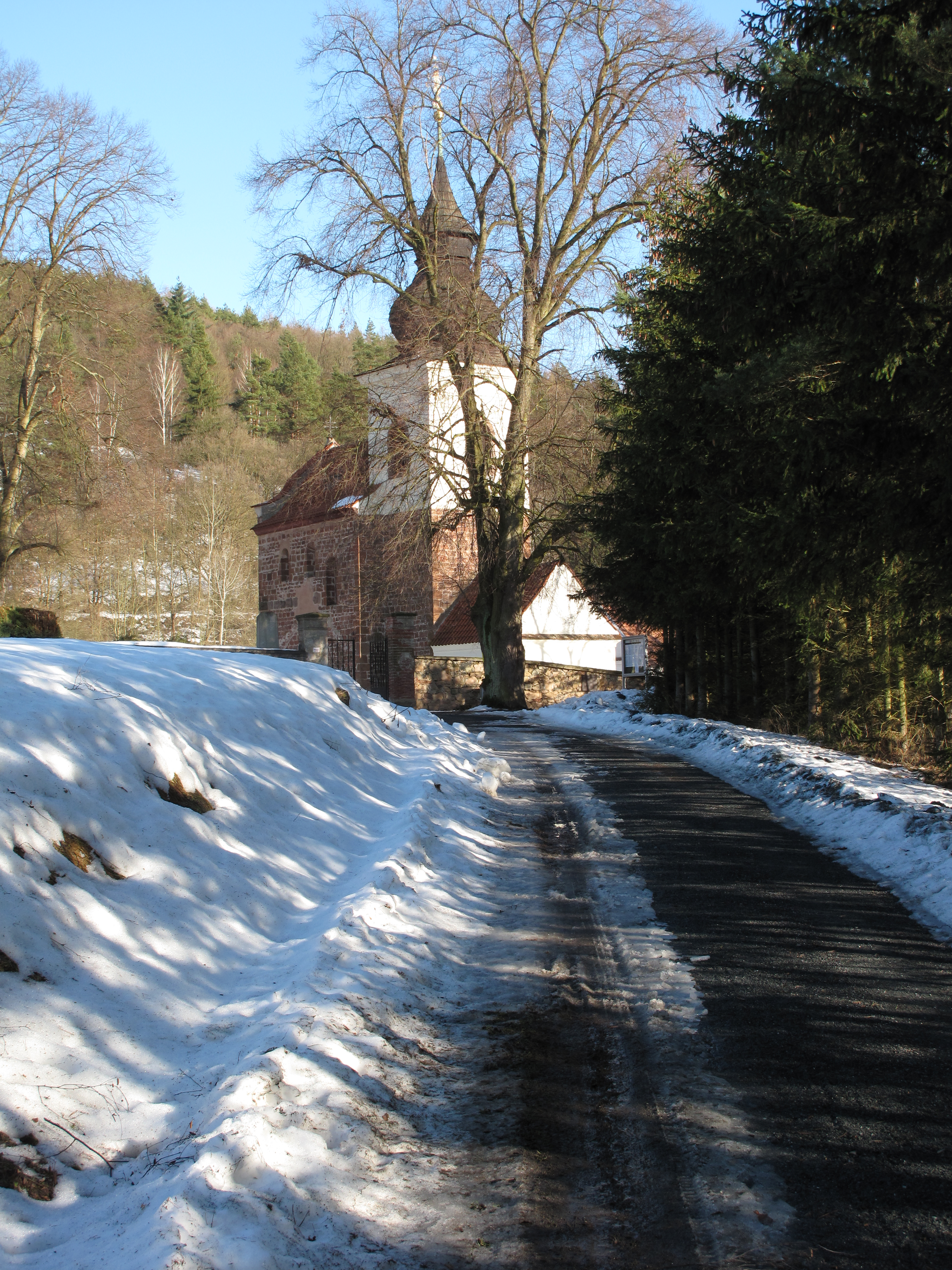
Přístupová cesta ke kostelu svatého Jakuba Většího ve Stříbrné Skalici
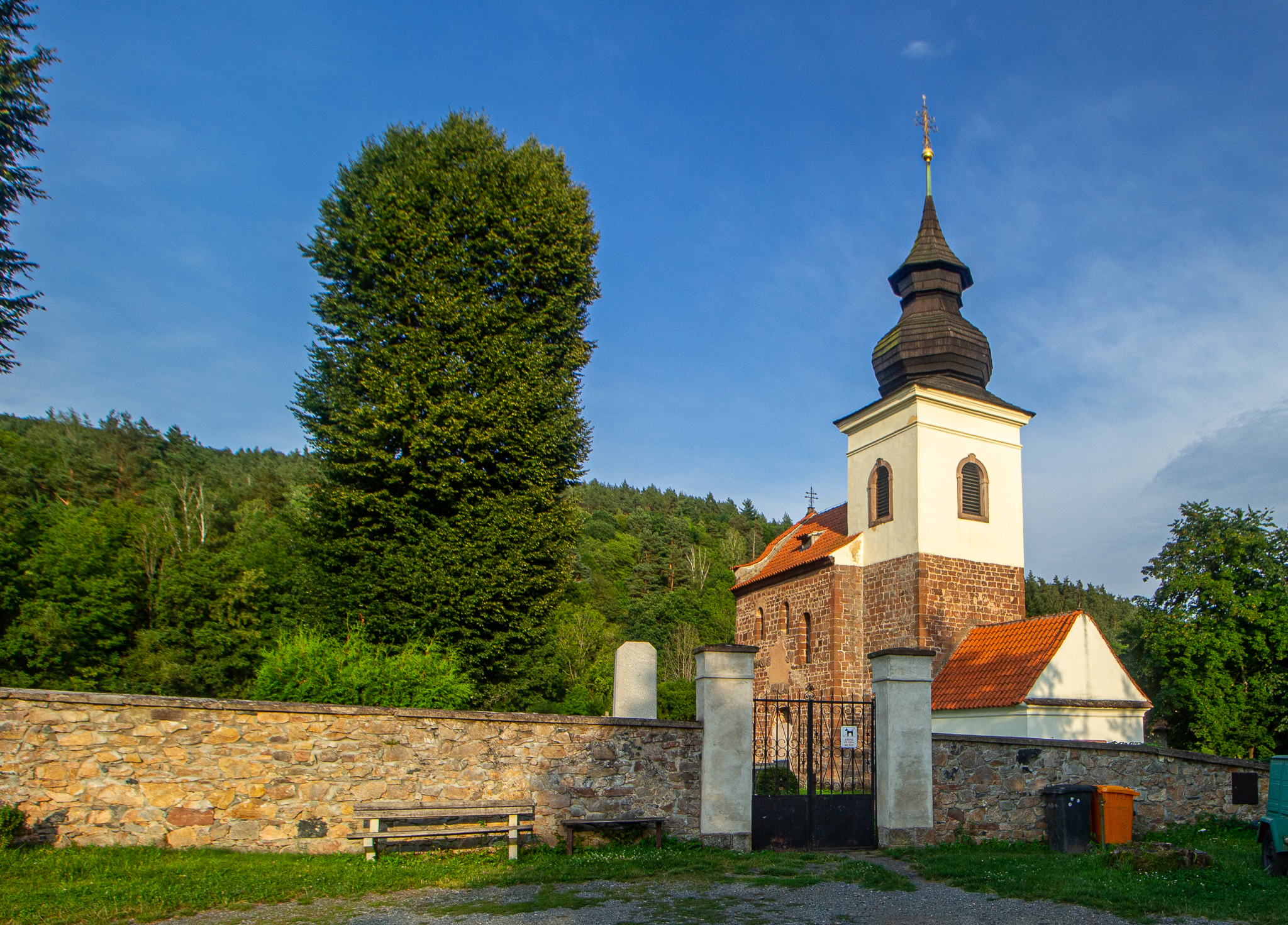
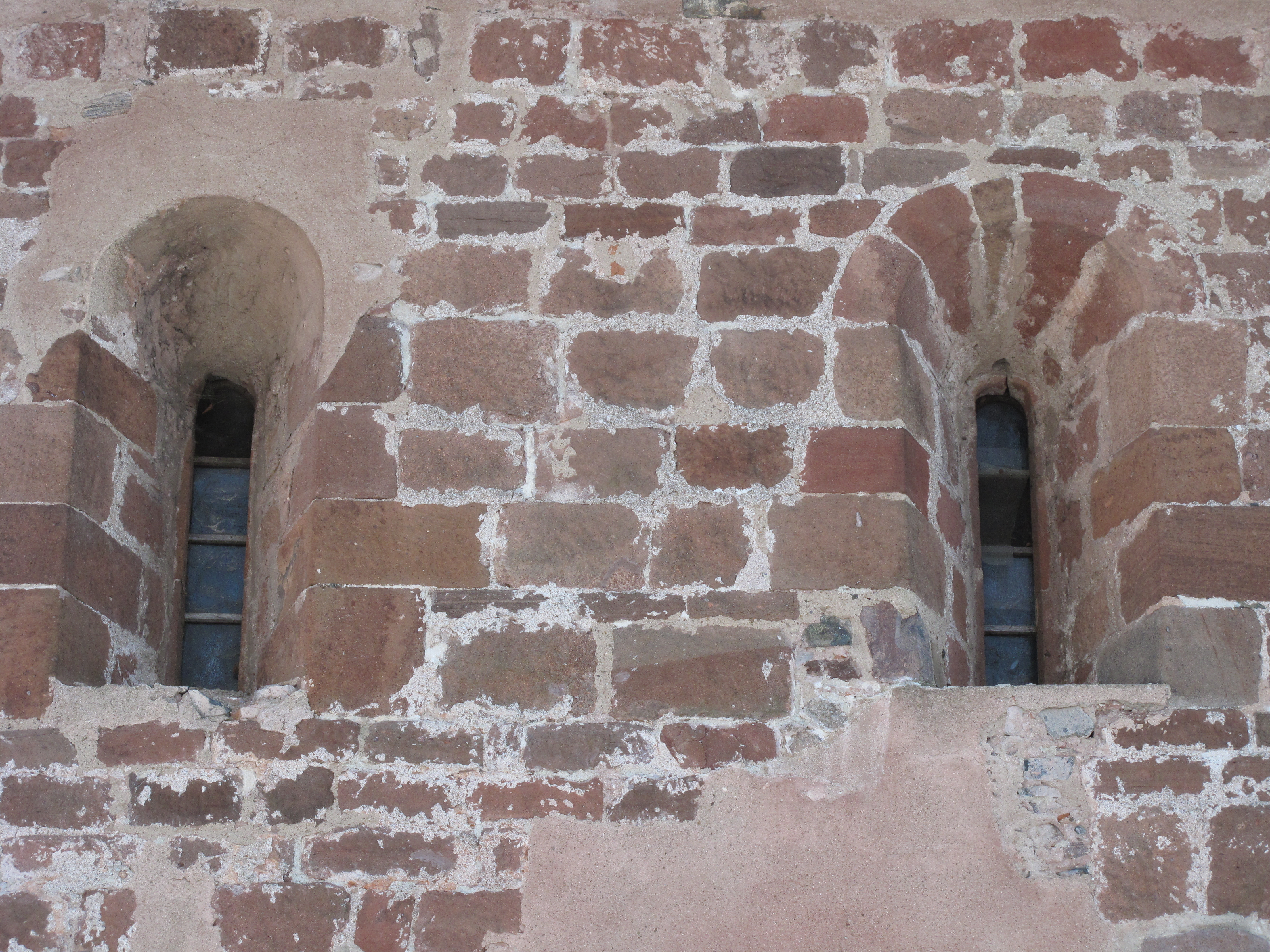
Dvě románská kroužená okna
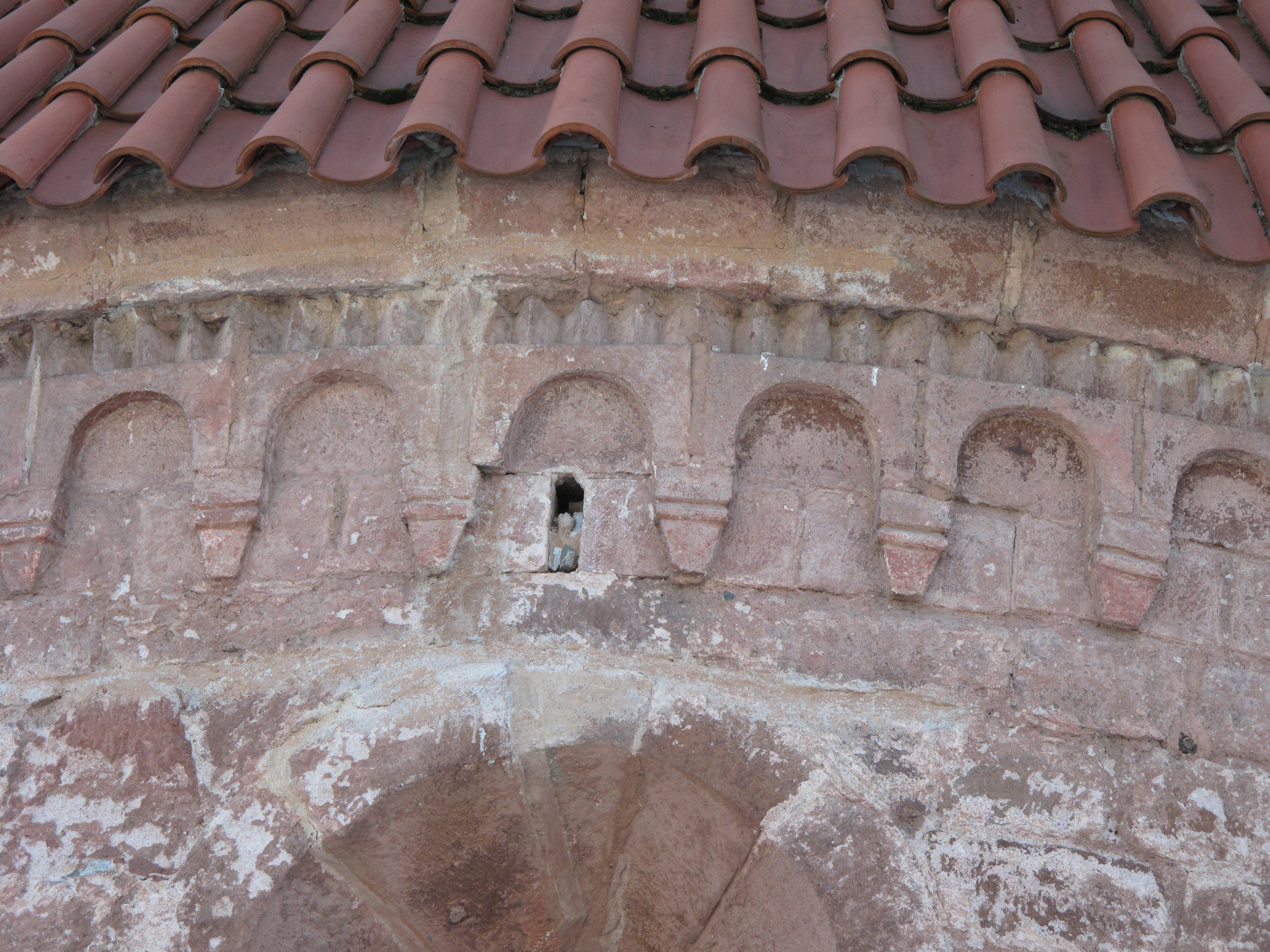
Obloučkový vlys apsidy
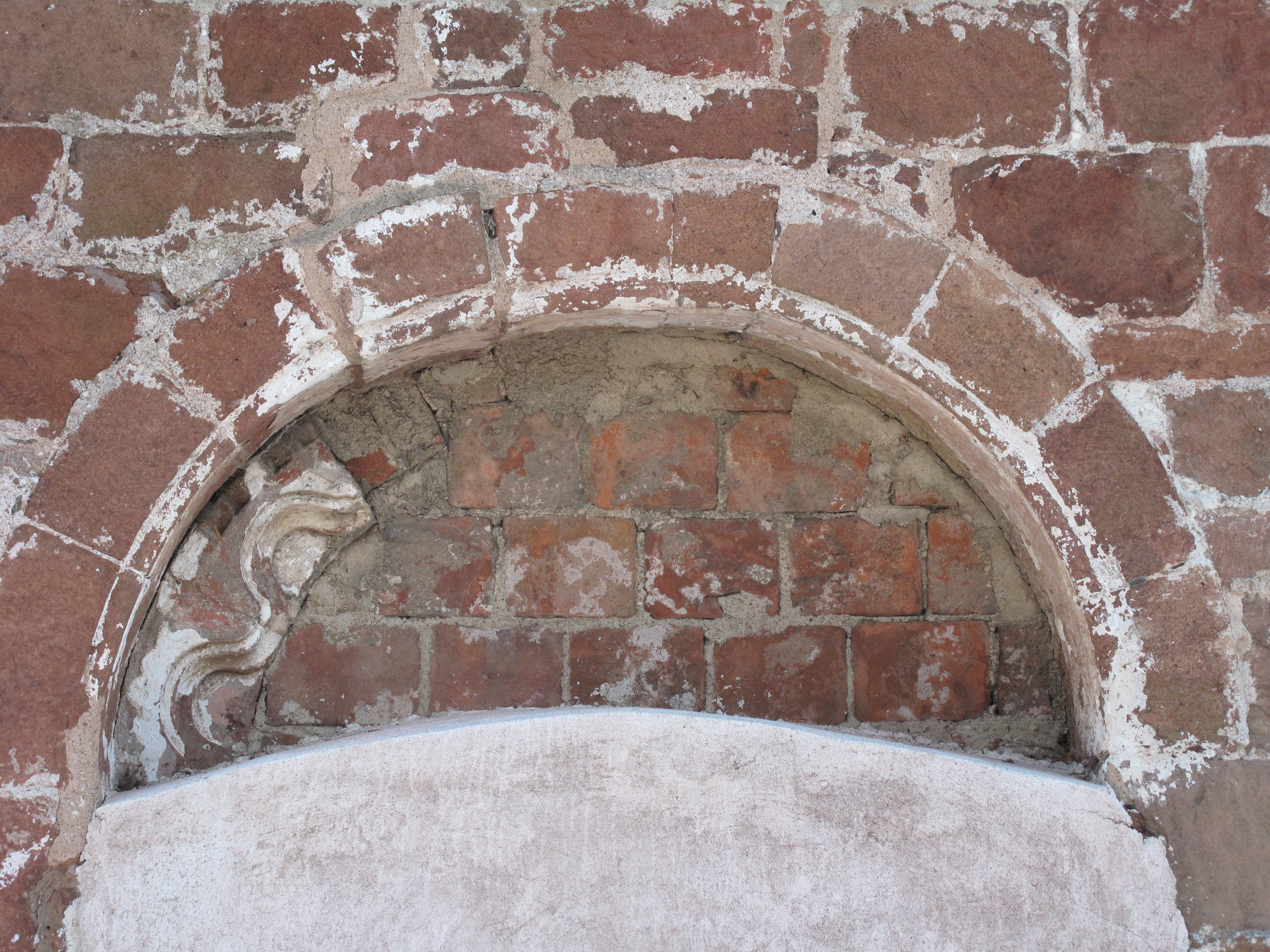
Zbytky obloučkového vlysu nad zazděným vchodem do kostela
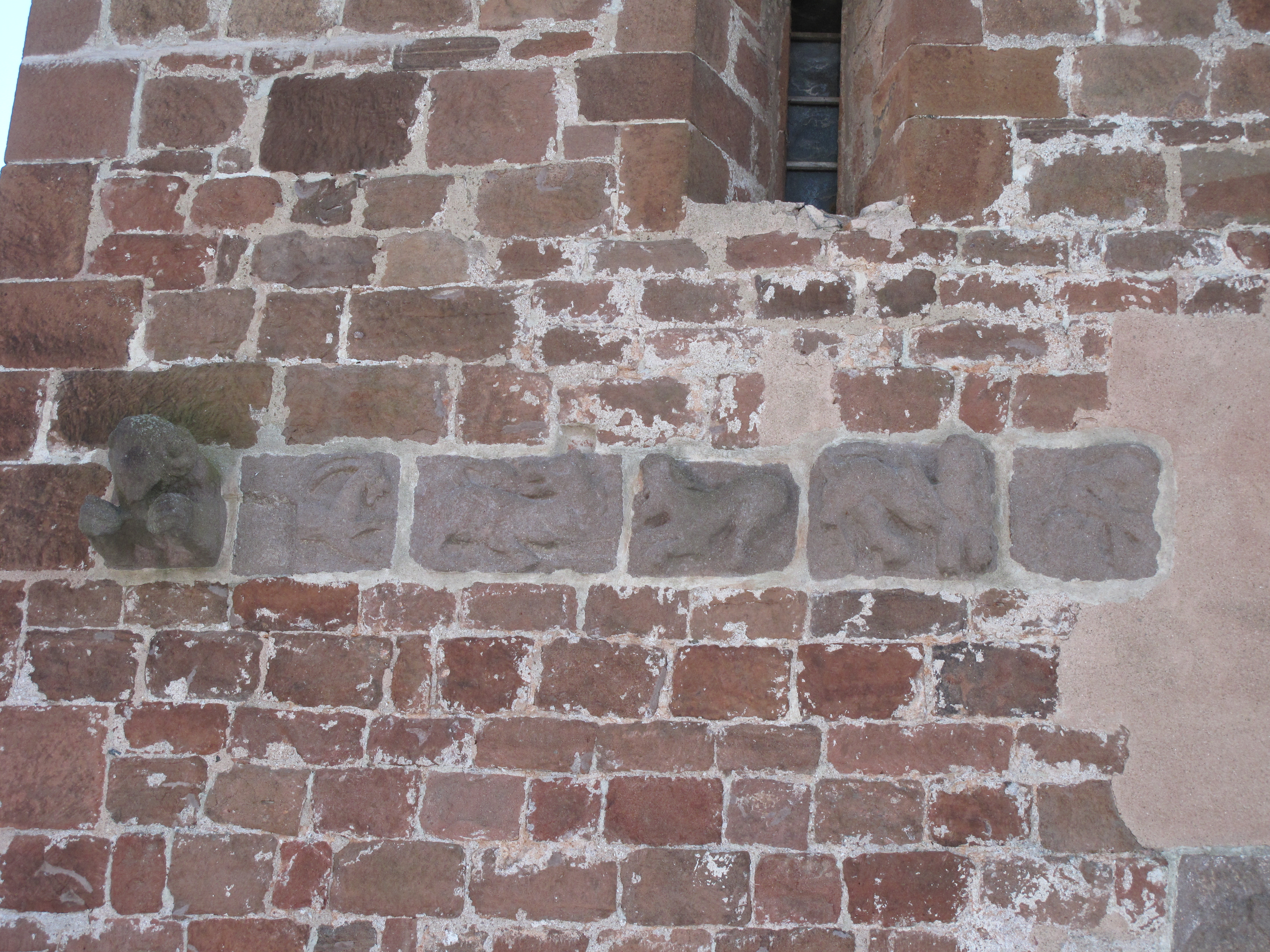
Fragmenty zvířecích plastik a reliéfů